# Karin Blaser
Karin Blaser (ur. 27 lutego 1979 w Langenwang) – austriacka narciarka alpejska, trzykrotna medalistka mistrzostw świata juniorów.

## Kariera
Pierwszy raz na arenie międzynarodowej Karin Blaser pojawiła się 27 grudnia 1994 roku w Rogli, gdzie w zawodach FIS Race w slalomie nie zakwalifikowała się do drugiego przejazdu. W 1996 roku wystartowała na mistrzostwach świata juniorów w Schwyz, gdzie jej najlepszym wynikiem było ósme miejsce w slalomie. Podczas rozgrywanych rok później mistrzostw świata juniorów w Schladming wywalczyła dwa medale. Najpierw zajęła drugie miejsce w zjeździe, rozdzielając na podium Niemkę Monikę Bergmann i Nadię Styger ze Szwajcarii. Dzień później srebrny medal zdobyła także w supergigancie, plasując się za Włoszką Karen Putzer, a przed Tanją Poutiainen z Finlandii. Z mistrzostw świata juniorów w Megève w 1998 roku wróciła bez medalu, jednak rok później, na mistrzostwach świata juniorów w Pra Loup zwyciężyła w supergigancie. Wyprzedziła tam bezpośrednio dwie rodaczki: Silvię Berger i Kerstin Reisenhofer.
W zawodach Pucharu Świata zadebiutowała 28 grudnia 1996 roku w Semmering, gdzie nie zakwalifikowała się do drugiego przejazdu slalomu. Pierwsze pucharowe punkty wywalczyła 27 listopada 1997 roku w Lake Louise, zajmując dwunaste miejsce w zjeździe. Nigdy nie stanęła na podium zawodów tego cyklu, najwyższą lokatę uzyskała 16 stycznia 1999 roku w St. Anton am Arlberg, kończąc supergiganta na piątej pozycji. Najlepsze wyniki osiągała w sezonie 1998/1999, kiedy zajęła 38. miejsce w klasyfikacji generalnej. W sezonie 1998/1999 zwyciężyła w klasyfikacji generalnej Pucharu Europy. Nie startowała na mistrzostwach świata ani igrzyskach olimpijskich.

## Osiągnięcia

### Mistrzostwa świata juniorów
| Miejsce | Dzień     | Rok  | Miejscowość | Konkurencja | Czas biegu  | Strata  | Zwyciężczyni     |
| ------- | --------- | ---- | ----------- | ----------- | ----------- | ------- | ---------------- |
| 15.     | 27 lutego | 1996 | Schwyz      | Zjazd       | 1:34,10 min | +2,35 s | Selina Heregger  |
| 24.     | 28 lutego | 1996 | Schwyz      | Supergigant | 1:31,50 min | +4,09 s | Sylviane Berthod |
| DNF2    | 29 lutego | 1996 | Schwyz      | Gigant      | 2:07,15 min | -       | Karen Putzer     |
| 8.      | 2 marca   | 1996 | Schwyz      | Slalom      | 1:43,79 min | +2,71 s | Sandra Hälldahl  |
| 2.      | 26 lutego | 1997 | Schladming  | Zjazd       | 1:37,45 min | +0,57 s | Monika Bergmann  |
| 2.      | 27 lutego | 1997 | Schladming  | Supergigant | 1:19,96 min | +0,73 s | Karen Putzer     |
| DNF2    | 28 lutego | 1997 | Schladming  | Slalom      | 1:38,88 min | -       | Tanja Poutiainen |
| 8.      | 1 marca   | 1997 | Schladming  | Gigant      | 1:56,82 min | +3,78 s | Karen Putzer     |
| 7.      | 26 lutego | 1998 | Megève      | Zjazd       | 1:24,41 min | +0,92 s | Martina Lechner  |
| 7.      | 27 lutego | 1998 | Megève      | Supergigant | 1:06,08 min | +0,65 s | Martina Lechner  |
| 16.     | 28 lutego | 1998 | Megève      | Slalom      | 1:26,48 min | +3,63 s | Stefanie Wolf    |
| DNF2    | 1 marca   | 1998 | Megève      | Gigant      | 1:54,35 min | -       | Anja Pärson      |
| 1.      | 14 marca  | 1999 | Pra Loup    | Supergigant | 1:14,06 min | -       | -                |

### Puchar Świata

#### Miejsca w klasyfikacji generalnej
- sezon 1998/1999: 38.
- sezon 1999/2000: 95.
- sezon 2000/2001: 95.
- sezon 2002/2003: 99.
- sezon 2004/2005: 72.
- sezon 2005/2006: 80.
- sezon 2006/2007: 133.

#### Miejsca na podium
Blaser nigdy nie stanęła na podium zawodów PŚ.